# Augustenborg
Augustenborg (en alemán Augustenburg) es una localidad danesa con una población de 3.331 habitantes (2013) en la isla de Als en el municipio de Sønderborg, región de Dinamarca Meridional. La localidad se encuentra en la cabecera del fiordo de Augustenborg, al este del Pequeño Belt. Un servicio de ferry conecta Augustenborg con la isla de Fionia desde la cercana localidad de Fynshav.

## Historia
La localidad creció alrededor del Palacio de Augustenborg,  el cual fue construido allí por Ernesto Gunter, miembro de la casa ducal de Schleswig-Holstein (una rama de Sønderborg) y por un hijo menor de la casa real de Dinamarca, un poco después de 1651. El palacio y la localidad tomaron, de este modo, el nombre en honor de la mujer de Ernesto, llamada Augusta, que también procedía de una rama de los duques de Schleswig-Holstein.
El palacio se convirtió en la sede del linaje que usó el nombre Augustenborg. Más tarde, el rey de Dinamarca concedió el título al jefe de la línea de duque de Augustenborg. Crecieron en una relativa preeminencia durante los años finales del siglo XVIII y el siglo XIX, siendo uno de los símbolos del movimiento nacionalista progermano en Schleswig-Holstein. La zona fue anexionada por Prusia en 1864, detrayéndola de Dinamarca, pero volvió a este último país en 1920 a resultas de los Plebiscitos de Schleswig.
El linaje masculino de Augustenborg desapareció en 1931, después del fallecimiento del duque Alberto de Schleswig-Holstein, nieto de la reina Victoria del Reino Unido. La línea femenina de descendientes se mantiene en el trono de Suecia.

## Atracciones

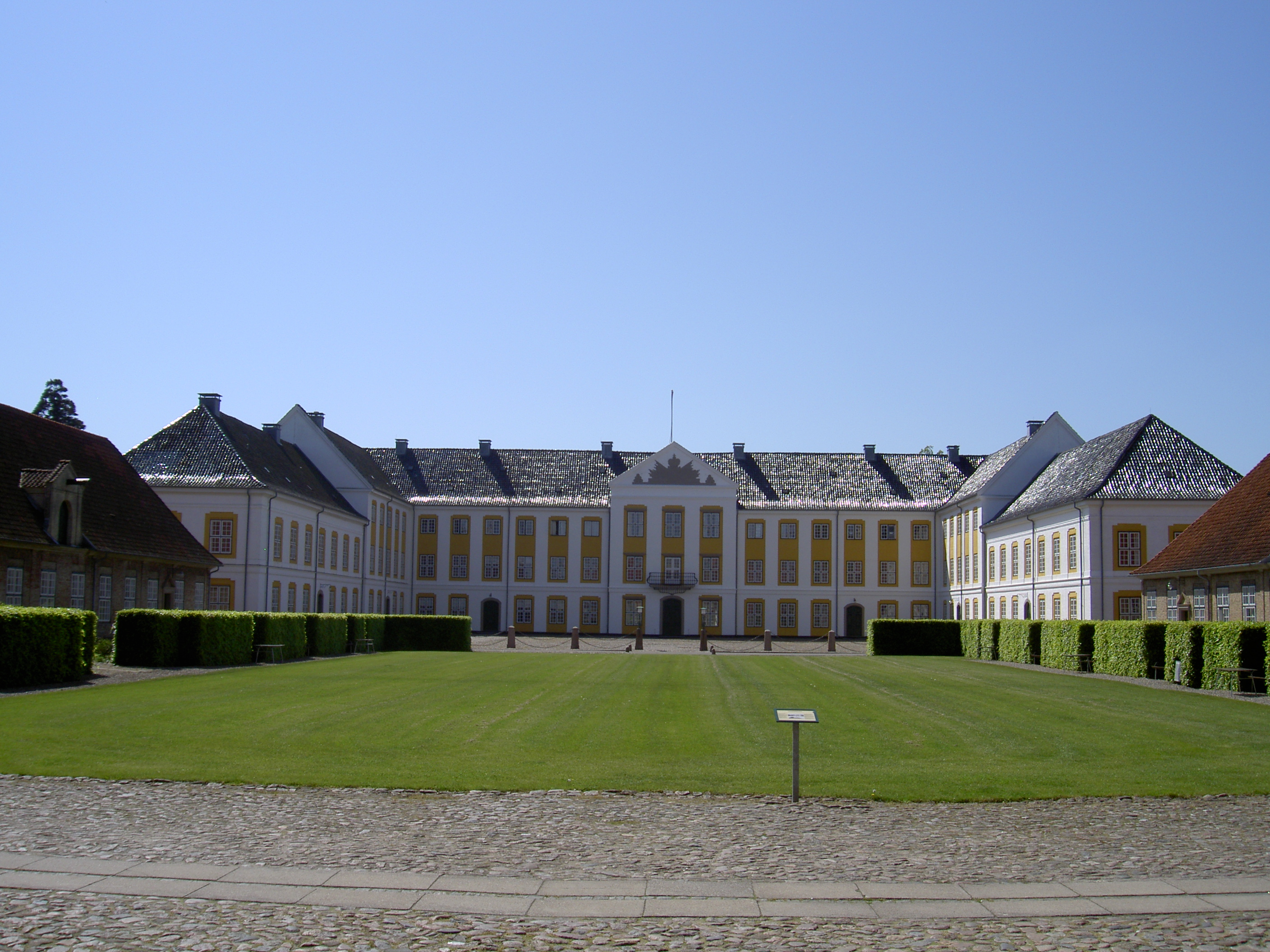
Palacio de Augustenborg.

### Palacio de Augustenborg
Una gran parte del palacio de Augustenborg sirve en la actualidad como institución mental. Existe la posibilidad de visitar el palacio y de conocer la historia de la ciudad y su pasado ducal en las estancias a la entrada del edificio. La iglesia del palacio está abierta al público durante el verano.